# Clavecín eléctrico

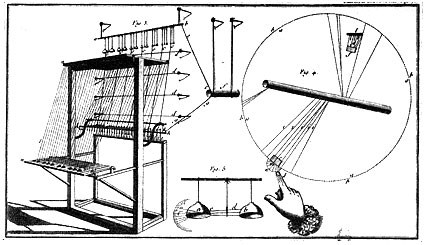
Diagrama del instrumento.

El clavecín eléctrico o electrónico (también conocido con el anglicismo Electric harpsichord) es uno de los electrófonos (instrumento musical electrónico) más antiguos. Vio la luz en plena era del Barroco (en el año 1759), en París, de la mano del jesuita, físico y matemático francés Jean-Baptiste de Laborde.
Se trataba de un clavecín convencional, en que se cargaban con electricidad estática sus teclas y unos badajos que hacían sonar unas campanas.
- Datos: Q1149847
- Multimedia: Clavecin électrique / Q1149847